# 拉斐尔·阿尔布开克
拉斐尔·阿尔布开克（葡萄牙語：Rafael Albuquerque，1981年12月4日—）是巴西人，生于阿雷格里港。他是一位才华横溢的漫画家，主要为美国的漫画出版社工作。
阿尔布开克最著名的作品之一是《美国吸血鬼》，该漫画由斯科特·斯奈德（Scott Snyder）和斯蒂芬·金（Stephen King）共同撰写。
在他的职业生涯中，阿尔布开克获得了多个重要奖项，以表彰他的杰出贡献和艺术成就。他获得了艾斯纳奖、哈维奖和Inkpot奖等多项荣誉，证明了他在漫画界的地位和影响力。